# ذا صن

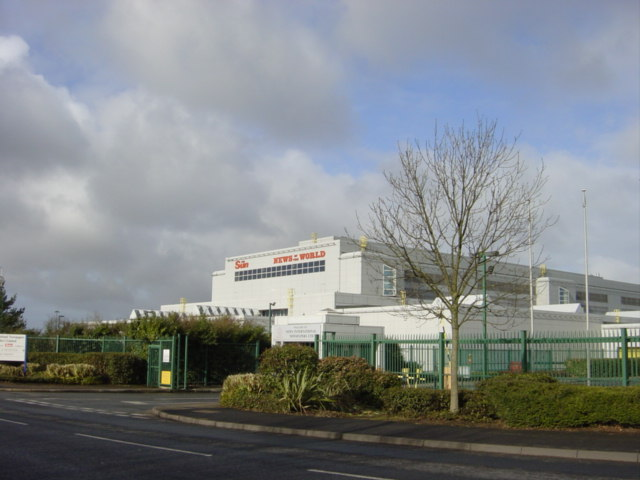
مطبعة (ذا صن) و(نيوز أوف ذه ورلد) في نوزلي بمرزيسايد.

ذا صن (بالإنجليزية: The Sun)‏ هي جريدة يومية توزع في بريطانيا وأيرلندا، تعتبر ثاني أكبر جريدة يومية توزيعا في العالم بالإنجليزية، وأول جريدة توزيعا في المملكة المتحدة

## وصلات خارجية
- ذا صن على موقع الموسوعة البريطانية (الإنجليزية)

- الموقع الرسمي للجريدة

1. 1 2 3  مذكور في: بوابة الرقم الدولي الموحد للدوريات. الرَّقم التَّسلسليُّ المِعياريُّ الدَّوليُّ (ISSN): 0307-2681. الناشر: ISSN International Centre. لغة العمل أو لغة الاسم: الإنجليزية.